# Kavrlík
Kavrlík (německy Gaierle) je osada, část města Kašperské Hory v okrese Klatovy v Plzeňském kraji. Nachází se asi 1,5 kilometru severovýchodně od Kašperských Hor. Je zde evidováno 5 adres. V roce 2011 zde trvale žilo sedm obyvatel.
Kavrlík je také název katastrálního území o rozloze 1,45 km².

## Historie
První písemná zmínka o vesnici pochází z roku 1585.

## Obyvatelstvo
| Rok            | 1869 | 1880 | 1890 | 1900 | 1910 | 1921 | 1930 | 1950 | 1961 | 1970 | 1980 | 1991 | 2001 | 2011 | 2021 |
| -------------- | ---- | ---- | ---- | ---- | ---- | ---- | ---- | ---- | ---- | ---- | ---- | ---- | ---- | ---- | ---- |
| Počet obyvatel | 46   | 47   | 44   | 47   | 47   | 51   | 59   | 25   | 20   | 22   | 12   | 10   | 6    | 7    | 7    |
| Počet domů     | 6    | 6    | 6    | 6    | 6    | 7    | 8    | 4    | 4    | 4    | 4    | 4    | 4    | 4    | 3    |

## Obecní správa
Při sčítání lidu v letech 1850–1949 Kavrlík byl osadou obce Tuškov v okrese Sušice. Od roku 1950 je částí města Kašperské Hory, se kterým patřil nejprve do okresu Sušice, ale od roku 1960 v okrese Klatovy.

## Pamětihodnosti
- Kaple na návsi (kulturní památka ČR)

## Galerie

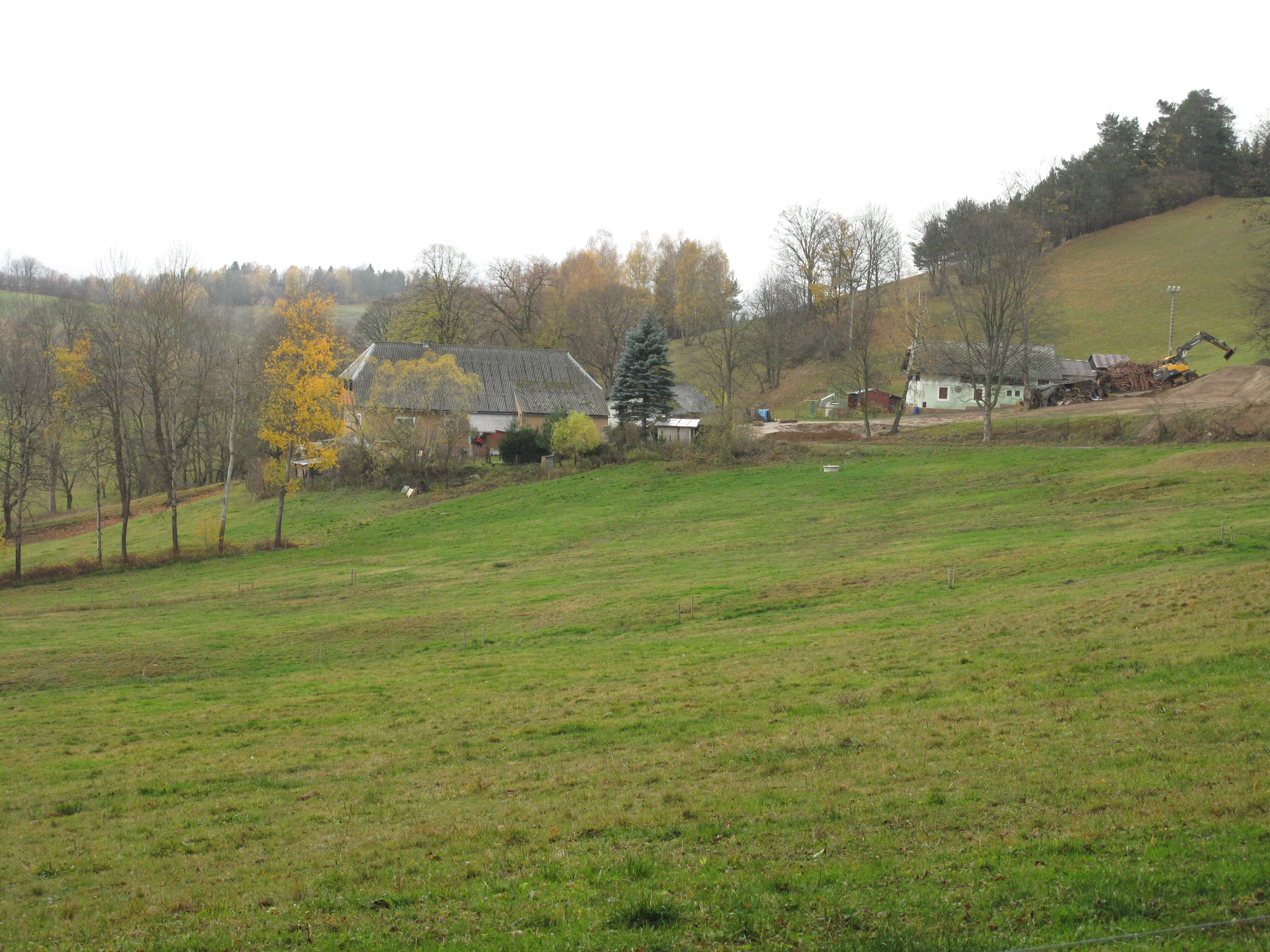
Pohled zdáli
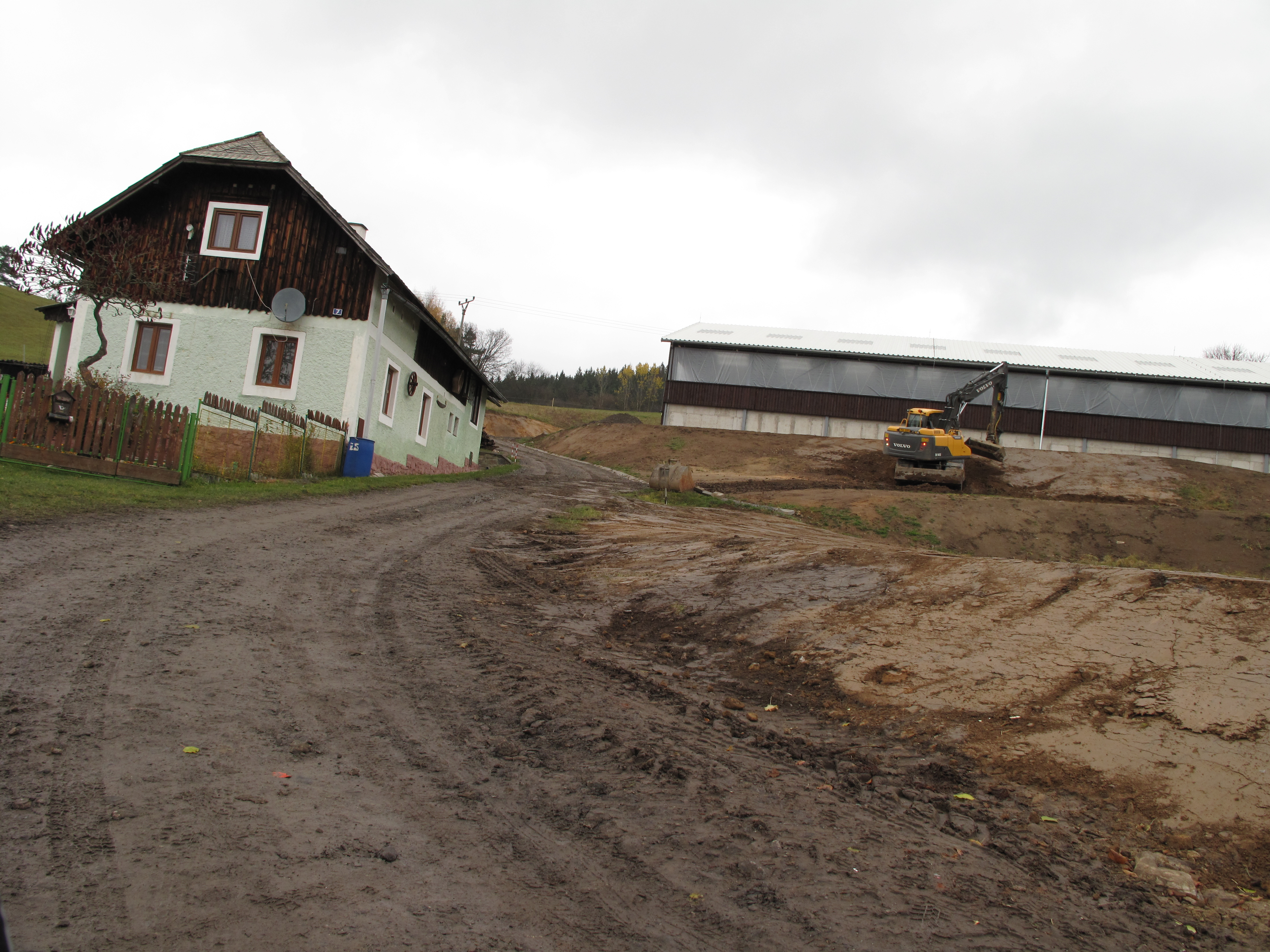
Chalupa a terénní úpravy
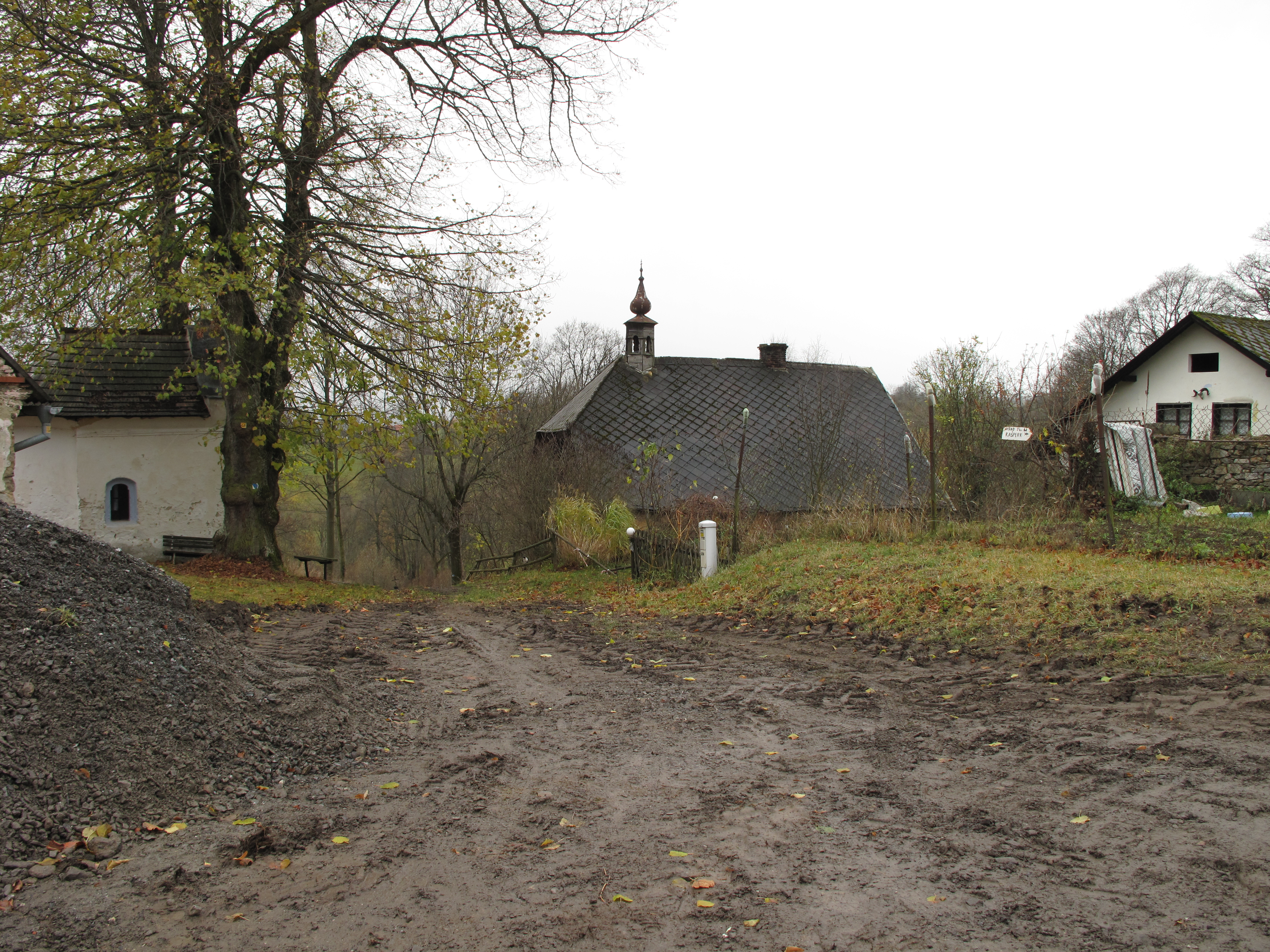
Pohled ke kapličce